# Halutzim
Halutz (hebraisk חלוץ) er en pioner eller en foregangsmand. I begyndelsen af det 20. århundrede blev ordet til en betegnelse for de unge zionistiske mænd og kvinder, der rejste til Palæstina for at skabe et jødisk hjemland. Halutzim er flertalsformen.
I 1930'erne kom et antal unge tyske jøder til Danmark på flugt fra nazismen. De blev anbragt som landbrugselever på danske gårde med den hensigt at give dem en landbrugsuddannelse, som de kunne anvende, når de på et senere tidspunkt rejste videre til Palæstina. Under opholdet i Danmark samledes de tyske landbrugselever i foreningen HeHalutz, som altså betyder Pioneren.